# كالينينغراد الترام

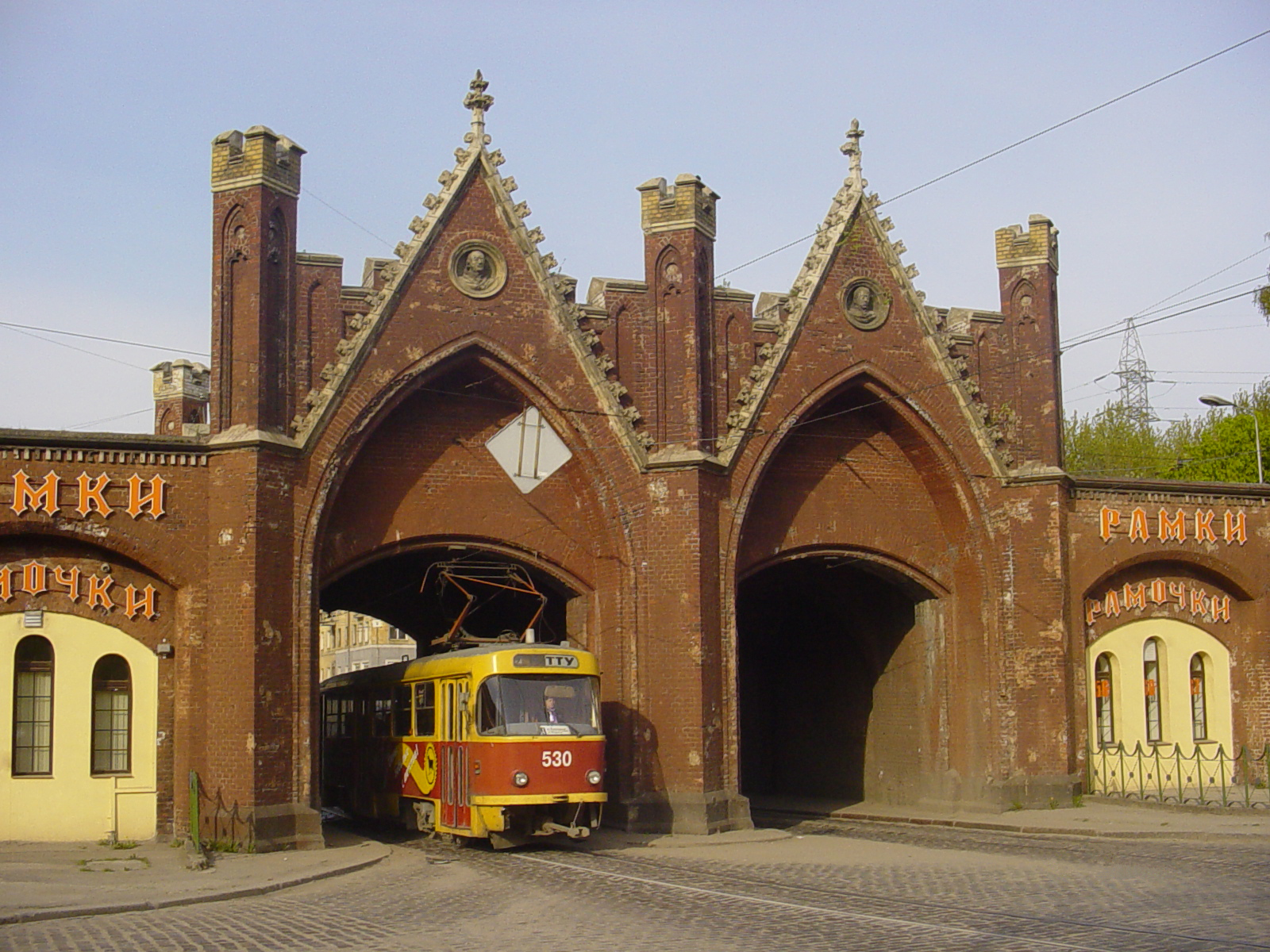

كالينينغراد الترام -- نظام الترام في غرب روسيا، والترام نظام التشغيل فقط كالينينغراد. هو أقدم نظام الترام في أراضي روسيا الحديثة (الساري منذ 1895). كالينينغراد الترام—واحد من اثنين على قيد الحياة في روسيا أنظمة الترام مع مقياس متر (الآخر—في بياتيغورسك).
مع مرور الوقت والترام وكان جزءا هاما من وسائل النقل الحضرية في كالينينغراد، ولكن في السنوات الأخيرة، وانخفاض قيمته، حيث ان إدارة سياسة كالينينغراد في القضاء على مسارات الترام يرجع ذلك إلى حقيقة أن تمارس ضغوطها لمصالح أصحاب سيارات الأجرة وأعضاء من شركات الحافلات، ولكن لإزالة خط في مصطلح خطط لاستبدال الترولي. ولكن في الممارسة العملية، تم استبدال فقط في شارع غوركي. في جميع الحالات الأخرى (الشارع سوفوروف، نيفسكي) خطط لاستبدال وكانت هناك خطط فقط.